# Edmond Malherbe
Pour les articles homonymes, voir Malherbe.
Edmond Paul Henri Malherbe, né le  21 août 1870 à Paris et décédé le 7 mars 1963 à Corbeil-Essonnes, est un compositeur français de musique classique.

## Biographie
À partir de 1884, Edmond Malherbe étudie au Conservatoire national de musique et de déclamation à Paris, où il est l'élève, en composition, de Jules Massenet et Gabriel Fauré. En 1897, ce dernier note à son propos : « A composé récemment un remarquable sextuor pour instruments à vent d’une forme excellente ».
En 1899, il  remporte le deuxième Premier Grand Prix de Rome, derrière Charles Levadé. À trois reprises, il reçoit le Prix Trémont de l'Académie des beaux-arts, en 1907, 1913 et 1921. En 1950, il se voit attribuer le Grand Prix de musique de la ville de Paris.
Il a composé plusieurs opéras et une pantomime, des œuvres symphoniques, des œuvres chorales et des chants, de la musique de chambre et des pièces pour piano. Il est également l'auteur de deux publications de théorie et d'éducation musicale.

## Œuvres
- Radegonde, opéra
- Madame Pierre, opéra
- L’Avare, opéra
- L’Emeute, opéra
- Cléanthis ou la Veuve sans l’être, opéra
- Anna Karénine, opéra
- Le Mariage forcé, opéra
- Néron, opéra
- L’Amour et Psyché, opéra
- Monsieur de Pourceaugnac, Pantomime
- Air de ballet pour clavier
- Danses anciennes en forme de menuet pour clavier
- Nonette pour cordes et piano
- Gavotte dans le style ancien pour clavier
- Pièces enfantines pour clavier
- Sonate pour violon

## Publications
- Système musical et clavier à tiers de tons, avec notice et plan, 1891
- L’harmonie du système musical actuel à demi-tons, 1920